# بشارمال سلطانی
بشارمال سلطانی (انگلیسی: Basharmal Sultani؛ زادهٔ ۲۸ ژانویهٔ ۱۹۸۵) یک بوکسور اهل افغانستان است.
وی در بازی‌های المپیک تابستانی ۲۰۰۴ شرکت کرده است.